# Ten Thousand Islands
Die Ten Thousand Islands (deutsch „Zehntausend Inseln“) sind eine Inselgruppe vor der Südwestküste Floridas. Die genaue Anzahl der Inseln ist nicht genau bekannt, aber mit einigen hundert Eilanden geringer als der Name vermuten lässt.
Die Inselgruppe erstreckt sich unmittelbar vor dem Festland und besteht zum Großteil aus kleinen, mit Mangroven bedeckten Inselchen. Eine Ausnahme ist Marco Island am Nordende der Inselkette, die mit Abstand größte Insel. Sie wird von einer Stadt mit über 12.000 Einwohnern eingenommen, dagegen sind die meisten anderen Inseln unbewohnte Wildnis. Administrativ gehört der Nordteil der Ten Thousand Islands zum Collier County, die südlichen Inseln zum Monroe County.

## Ökologie

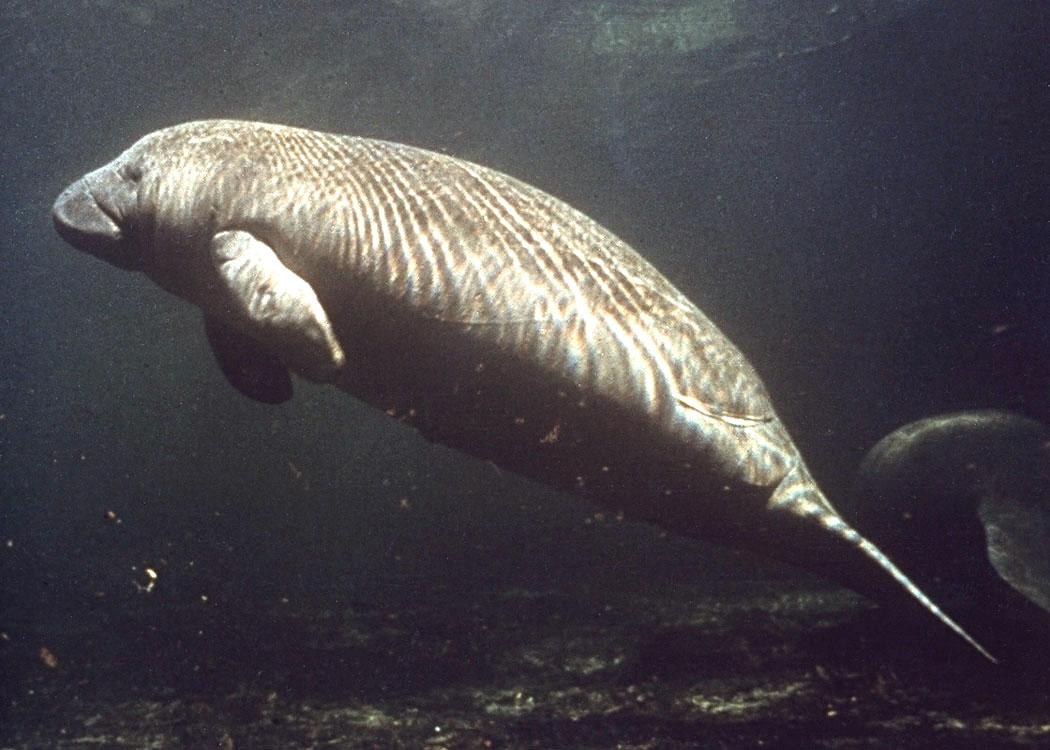
Karibik-Manati

Die Mehrheit der Ten Thousand Islands sind von menschlichen Einflüssen weitgehend unberührt und daher ein bedeutendes Biotop. Der südlichste Teil der Inselgruppe gehört zum Everglades-Nationalpark, nördlich davon schließt das Schutzgebiet des Ten Thousand Islands National Wildlife Refuge an. Die Mangroven sind wichtiges Habitat für Jungfische, etwa 200 verschiedene Arten wurden in den Inselgewässern nachgewiesen. Ebenfalls bedeutsam sind die Ten Thousand Islands als Brut- oder Überwinterungsgebiet etlicher Vogelarten (189 dokumentierte Arten). Außerdem nisten Meeresschildkröten auf einigen Inseln, und die Seegraswiesen dienen als Nahrung für die seltenen Karibik-Manatis.